# Кора (геология)

Кора на Eвропе

Кора́ — внешняя оболочка небесного тела с твёрдой поверхностью. Кору выделяют в отдельный слой в случае, если в поверхностном слое имеется в наличии оболочка с физическими или физико-химическими свойствами, отличными от слоев, расположенных ближе к центру. Корой могут обладать только небесные тела, достаточно массивные для того, чтобы под действием собственной гравитации принять сферическую форму.
Как правило, по сравнению с нижележащими слоями, обладает более низкой плотностью и её наличие обычно связывается с гравитационной дифференциацией, наличием активного вулканизма или криовулканизма в прошлом и вторичным периодом сильной метеоритной бомбардировки, который имел место после завершения формирования планеты. Отсутствие выделенной по химическому составу внешней твердой оболочки у массивного планетоида может указывать на столкновение с другим небесным телом в относительно недалеком прошлом, в результате которого данный слой был частично или полностью разрушен.